# Liste der Nummer-eins-Hits in Spanien (1960)
Dies ist eine Liste der Nummer-eins-Hits in Spanien im Jahr 1960. Sie basiert auf den offiziellen Chartlisten der Asociación Fonográfica y Videográfica de España (AFYVE, heute Promusicae), der spanischen Landesgruppe der IFPI.

| | Liste der Nummer-eins-Hits in Spanien | Liste der Nummer-eins-Hits in Spanien | Liste der Nummer-eins-Hits in Spanien                           | 1961 →                    |
| \| Zeitraum \| Wo. ges. \| Interpret \| Titel Autor(en) \| Zusätzliche Informationen \| \| (Zeitraum, Wochen auf Platz eins, Interpret, Titel, Autor[en], zusätzliche Informationen) \| \| \| \| \| \| ----------------------------------------------------------------------------------------- \| -------- \| ----------------- \| --------------------------------------------------------------- \| ------------------------- \| \| 28. Dezember 1959 – 3. Januar 1960 1 Woche \| 1 \| Gloria Lasso \| La Canción de Orfeo \| – \| \| 4. Januar 1960 – 24. Januar 1960 3 Wochen (insgesamt 4) \| 4 \| Paul Anka \| Lonely Boy Paul Anka \| – \| \| 25. Januar 1960 – 7. Februar 1960 2 Wochen \| 2 \| Lucho Gatica \| La Montaña \| – \| \| 8. Februar 1960 – 28. Februar 1960 3 Wochen \| 3 \| Monna Bell \| El Día De Los Enamorados \| – \| \| 29. Februar 1960 – 13. März 1960 2 Wochen \| 2 \| José Guardiola \| Mackie El Navaja (Mack The Knife) \| – \| \| 14. März 1960 – 24. April 1960 6 Wochen \| 6 \| Nat „King“ Cole \| Ansiedad \| – \| \| 25. April 1960 – 8. Mai 1960 2 Wochen \| 2 \| Los Llopis \| Estremécete (All Shook Up) \| – \| \| 9. Mai 1960 – 29. Mai 1960 3 Wochen \| 3 \| Bob Azzam \| Mustapha \| – \| \| 30. Mai 1960 – 12. Juni 1960 2 Wochen \| 2 \| José Guardiola \| 16 Toneladas (Sixteen Tons) \| – \| \| 13. Juni 1960 – 10. Juli 1960 4 Wochen \| 4 \| Jacqueline Boyer \| Tom Pillibi \| – \| \| 11. Juli 1960 – 7. August 1960 4 Wochen \| 4 \| Dalida \| Locamente Te Amaré \| – \| \| 8. August 1960 – 21. August 1960 2 Wochen (insgesamt 4) \| 4 \| Paul Anka \| Adam & Eve \| – \| \| 22. August 1960 – 4. September 1960 2 Wochen (insgesamt 4) \| 4 \| Los Cinco Latinos \| Eres Diferente \| – \| \| 5. September 1960 – 18. September 1960 2 Wochen \| 2 \| Arturo Millán \| Comunicando \| – \| \| 19. September 1960 – 2. Oktober 1960 2 Wochen (insgesamt 4) \| 4 \| Paul Anka \| Adam & Eve \| – \| \| 3. Oktober 1960 – 16. Oktober 1960 2 Wochen (insgesamt 4) \| 4 \| Los Cinco Latinos \| Eres Diferente \| – \| \| 17. Oktober 1960 – 27. November 1960 6 Wochen (insgesamt 8) \| 8 \| Elvis Presley \| It’s Now Or Never Wally Gold, Aaron Schroeder, Eduardo Di Capua \| – \| \| 28. November 1960 – 4. Dezember 1960 1 Woche \| 1 \| Jimmy Fontana \| Diavolo \| – \| \| 5. Dezember 1960 – 11. Dezember 1960 1 Woche \| 1 \| Nana Mouskouri \| Xipna Aghapi Mou \| – \| \| 12. Dezember 1960 – 25. Dezember 1960 2 Wochen (insgesamt 8) \| 8 \| Elvis Presley \| It’s Now Or Never Wally Gold, Aaron Schroeder, Eduardo Di Capua \| – \| \| 26. Dezember 1960 – 12. Februar 1961 7 Wochen \| 7 \| The Brothers Four \| Greenfields \| – \| |                                       |                                       |                                                                 |                           |
| |                                       |                                       |                                                                 | → 1961 →                  |
| Zeitraum | Wo. ges.                              | Interpret                             | Titel Autor(en)                                                 | Zusätzliche Informationen |
| (Zeitraum, Wochen auf Platz eins, Interpret, Titel, Autor[en], zusätzliche Informationen) |                                       |                                       |                                                                 |                           |
| 28. Dezember 1959 – 3. Januar 1960 1 Woche | 1                                     | Gloria Lasso                          | La Canción de Orfeo                                             | –                         |
| 4. Januar 1960 – 24. Januar 1960 3 Wochen (insgesamt 4) | 4                                     | Paul Anka                             | Lonely Boy Paul Anka                                            | –                         |
| 25. Januar 1960 – 7. Februar 1960 2 Wochen | 2                                     | Lucho Gatica                          | La Montaña                                                      | –                         |
| 8. Februar 1960 – 28. Februar 1960 3 Wochen | 3                                     | Monna Bell                            | El Día De Los Enamorados                                        | –                         |
| 29. Februar 1960 – 13. März 1960 2 Wochen | 2                                     | José Guardiola                        | Mackie El Navaja (Mack The Knife)                               | –                         |
| 14. März 1960 – 24. April 1960 6 Wochen | 6                                     | Nat „King“ Cole                       | Ansiedad                                                        | –                         |
| 25. April 1960 – 8. Mai 1960 2 Wochen | 2                                     | Los Llopis                            | Estremécete (All Shook Up)                                      | –                         |
| 9. Mai 1960 – 29. Mai 1960 3 Wochen | 3                                     | Bob Azzam                             | Mustapha                                                        | –                         |
| 30. Mai 1960 – 12. Juni 1960 2 Wochen | 2                                     | José Guardiola                        | 16 Toneladas (Sixteen Tons)                                     | –                         |
| 13. Juni 1960 – 10. Juli 1960 4 Wochen | 4                                     | Jacqueline Boyer                      | Tom Pillibi                                                     | –                         |
| 11. Juli 1960 – 7. August 1960 4 Wochen | 4                                     | Dalida                                | Locamente Te Amaré                                              | –                         |
| 8. August 1960 – 21. August 1960 2 Wochen (insgesamt 4) | 4                                     | Paul Anka                             | Adam & Eve                                                      | –                         |
| 22. August 1960 – 4. September 1960 2 Wochen (insgesamt 4) | 4                                     | Los Cinco Latinos                     | Eres Diferente                                                  | –                         |
| 5. September 1960 – 18. September 1960 2 Wochen | 2                                     | Arturo Millán                         | Comunicando                                                     | –                         |
| 19. September 1960 – 2. Oktober 1960 2 Wochen (insgesamt 4) | 4                                     | Paul Anka                             | Adam & Eve                                                      | –                         |
| 3. Oktober 1960 – 16. Oktober 1960 2 Wochen (insgesamt 4) | 4                                     | Los Cinco Latinos                     | Eres Diferente                                                  | –                         |
| 17. Oktober 1960 – 27. November 1960 6 Wochen (insgesamt 8) | 8                                     | Elvis Presley                         | It’s Now Or Never Wally Gold, Aaron Schroeder, Eduardo Di Capua | –                         |
| 28. November 1960 – 4. Dezember 1960 1 Woche | 1                                     | Jimmy Fontana                         | Diavolo                                                         | –                         |
| 5. Dezember 1960 – 11. Dezember 1960 1 Woche | 1                                     | Nana Mouskouri                        | Xipna Aghapi Mou                                                | –                         |
| 12. Dezember 1960 – 25. Dezember 1960 2 Wochen (insgesamt 8) | 8                                     | Elvis Presley                         | It’s Now Or Never Wally Gold, Aaron Schroeder, Eduardo Di Capua | –                         |
| 26. Dezember 1960 – 12. Februar 1961 7 Wochen | 7                                     | The Brothers Four                     | Greenfields                                                     | –                         |